# Flete
Flete est un hameau du sud-est de l'Angleterre, situé dans le Kent, 3 km au sud-ouest de Margate.